# David C. Jewitt
David C. Jewitt, angleški astronom, * 1958, London, Anglija.

## Delo
Jewitt je profesor astronomije na Inštitutu za astronomijo na Univerzi Havajev. Diplomiral je leta 1979 na Univerzi v Londonu, doktoriral je na Kalifornijskem tehnološkem inštitutu (Caltech).
Področje njegovega raziskovalnega dela so čezneptunska telesa, značilnosti kometov in nastanek Osončja. Pri tem je odkril ali je sodeloval pri odkritju večjega števila manjših naravnih satelitov Jupitra ter nekaterih satelitov Saturna (Narvi), Urana (Margareta) in Neptuna (Psamata). Odkril je tudi čezneptunski asteroid (19308) 1996 TO66.
Leta 1992 je odkril prvo čezneptunsko telo.
Po njem se imenuje asteroid 6434 Jewitt, ki ga je odkril Bowell leta 1981.